# Crazy Horse (chef amérindien)
Pour les articles homonymes, voir Crazy Horse.
Crazy Horse est un chef amérindien, né vers 1840 et mort le 5 septembre 1877, qui fut, avec Sitting Bull, l'un des grands chefs lakotas ayant lutté contre les militaires américains.
Son nom en langue anglaise (traduisible en français par « Cheval fou ») est la traduction depuis la langue lakota de Tashunca-Uitco ou, pour respecter la graphie, Tašúŋke Witkó, littéralement : « ses chevaux ont le feu sacré » en lakota.

## Biographie

### Origines
Crazy Horse est né vers 1840. Son lieu de naissance n’est pas non plus connu avec certitude. Certaines sources indiquent les bords de la South Cheyenne River, d’autres les environs de l’actuelle ville de Rapid City, d’autres encore les environs de Sturgis, dans le Dakota du Sud.
Crazy Horse est membre de la tribu des Lakotas Oglalas. Son père se nommait également Crazy Horse et l'a changé en celui de Worm lorsqu'il le lui a transmis. Sa mère, Rattling Blanket, est une Lakota Miniconjou. Crazy Horse a également eu une sœur dont le nom n'est pas connu et un demi-frère, Little Hawk, né après le mariage de son père avec les deux sœurs de Spotted Tail, le chef des Lakotas Brûlés.
Le premier nom porté par Crazy Horse est celui de Little Hair ou Curly Hair, ou Light Hair (il avait les cheveux clairs) selon les sources. Il a hérité du nom de son père à l'âge de 18 ans après un combat fougueux contre les Inuna-ina.

### Jeunesse et vision
En 1854, il est présent dans le camp des Brûlés de Conquering Bear (en) et assiste au massacre de Grattan, ainsi qu'à la mort de Conquering Bear. Il s'isole dans la nature à la recherche d'une vision. Il restera couché durant trois jours en attente d'une vision qui ne viendra finalement pas. Il s’apprête alors à retourner au camp, mais s'évanouit en voulant monter sur son cheval. Il rêve alors d'un homme monté sur un cheval et traversant un nuage de balles et de flèches sans se faire blesser et un orage sans réagir. Une buse à queue rousse vole au-dessus de sa tête. À la fin de la vision, alors qu'il a résisté aux balles et aux flèches, le cavalier est désarçonné et mis à terre par les gens de son peuple. L'orage lui dessine la foudre sur son visage et de la grêle sur son corps. Il attendra plusieurs années pour faire le récit de sa vision à son père. Celui-ci lui expliquera alors que l'homme de son rêve n'était autre que lui-même. Désormais Curley s'appelle Crazy Horse.
Par la suite, il se couvre de poussière de terrier de spermophile pour se protéger des balles, se peint la foudre sur son visage et la grêle sur son corps, et s'accroche une buse naturalisée dans ses cheveux qu'il laisse dénoués. Sa vision lui interdisant de prendre des scalps, il n'en prendra aucun.
Au cours des années suivantes, il se bâtit une solide réputation de guerrier courageux et efficace. En 1865, il devient membre de la prestigieuse société guerrière des Porteurs de Chemises.

### Guerre de Red Cloud
En 1866, malgré l’opposition des Lakotas, les militaires américains, sous la direction du colonel Henry B. Carrington (en), construisent plusieurs forts (fort Reno, fort Phil Kearny) le long de la piste Bozeman allant de fort Laramie au territoire minier des monts Big Horn. Les Lakotas menés par le chef Red Cloud décident de défendre leurs terres.
C’est dans ce contexte que se place le premier grand exploit de Crazy Horse. Le 21 décembre 1866, un parti de guerriers indiens attaque un groupe de soldats chargés d’une corvée de bois près du fort Kearny. Le capitaine William J. Fetterman est envoyé en renfort avec 80 soldats. Avec une dizaine d'hommes, Crazy Horse entraine les militaires à sa poursuite, les narguant en s'arrêtant à portée de fusil pour gratter la glace des sabots de son cheval, faisant mine de se reposer… Les guerriers attirent les soldats dans une embuscade. Encerclé par 500 guerriers sioux et cheyennes, le détachement américain est anéanti. Il s’agissait à cette date de la pire défaite de l’armée américaine lors des guerres indiennes dans les Grandes Plaines de l’Ouest. On appelle cet affrontement la bataille de Fetterman.
Par la suite, les troupes de l’Union décident d'évacuer les forts. Des négociations aboutissent au traité de 1868 dans lequel le gouvernement américain reconnaît la région comprise entre le Missouri supérieur, le Wyoming, les Rocheuses et la Yellowstone River comme territoire indien. De leur côté, les Lakotas s’engagent à laisser passer les officiers, agents et employés gouvernementaux munis d’une autorisation.
Cependant, si Red Cloud, Spotted Tail et tous les chefs Sioux influents signent le traité, Crazy Horse et Sitting Bull le refusent et continuent à vivre en dehors des réserves, à faire la guerre à leurs ennemis traditionnels et aux Blancs.

### Mariage
En 1870, Crazy Horse tombe amoureux de Black Buffalo Woman. Il décide de la courtiser, mais c'est No Water, un homme réputé violent et issu d'une famille influente, qui obtient la main de la jeune femme. Elle divorce cependant pour épouser Crazy Horse. No Water n'accepte pas le divorce. Échauffé par ce qu'il estime être un vol, il se rend dans le village de Crazy Horse avec un groupe d’amis. Entrant dans le tipi de Crazy Horse, No Water lui tire une balle dans la mâchoire. Sérieusement blessé, Crazy Horse survit cependant à sa blessure, gardant une importante cicatrice sur la joue gauche. Afin d’éviter de nouveaux troubles, sa femme Black Buffalo Woman repart vivre avec No Water. Les Lakotas obligent celui-ci à offrir trois chevaux à Crazy Horse pour clore la dispute.
En 1871, Little Hawk, le jeune frère de Crazy Horse, est tué lors d'une expédition sur la rivière Platte (rivière). Le chef lakota épouse alors la jeune veuve, Black Shawl.
Il a finalement une fille avec Black Shawl. Sa femme contracte la tuberculose et sa fille (encore toute jeune) meurt du choléra.

### Nouvelle guerre
La découverte d'or dans les Black Hills en 1874 incite les militaires américains à investir la région en violation du traité de Fort Laramie de 1868. Le 17 septembre 1875, une commission officielle rencontre Red Cloud, Spotted Tail et les autres chefs lakotas et leur propose d'acheter le territoire à un prix ridiculement bas (six millions de dollars), ce qu'ils s'empressent de refuser. C'est de nouveau la guerre.
En avril 1876, le chef Sitting Bull invite les autres chefs lakotas à un grand conseil. Une grande coalition indienne se forme sous ses ordres ayant pour premier objectif d'empêcher l'infiltration croissante des Blancs sur leur territoire. Trois colonnes militaires convergent vers les Indiens.
C'est Crazy Horse qui conduit la première bataille le 17 juin lorsque son armée de Lakotas et de Cheyennes attaque les 1 000 soldats et 300 éclaireurs indiens du brigadier-général George Crook sur les bords de la Rosebud River. Le combat, indécis, se termine par la perte de 22 guerriers et d'une quarantaine de blessés de part et d'autre. Le général Crook s’étant replié sur sa base de départ le lendemain, cette bataille est généralement considérée comme une victoire stratégique pour les Amérindiens.
Quelques jours plus tard, le 25 juin, le 7e de Cavalerie du général George Armstrong Custer lance ses troupes sur le village des Sioux, des Cheyennes et des Arapahos coalisés sur les bords de la rivière Little Bighorn. Les Amérindiens repoussent le premier assaut mené par le commandant Marcus Reno, puis décident de contre-attaquer. Le détachement de Custer, en infériorité numérique, est écrasé par les guerriers de Crazy Horse et Gall. Il y a 268 tués et 52 blessés chez les militaires.
Après cette victoire, Crazy Horse et Sitting Bull sont contraints de séparer leurs troupes, car leurs chevaux nécessitaient de grandes quantités d'herbe. Crazy Horse va s'installer sur les bords de la Rosebud River pendant que Sitting Bull part chasser le bison sur la Big Dry. Le colonel Nelson A. Miles attaque celui-ci par surprise et réussit à le battre. Sitting Bull parvient à s'enfuir au Canada par les Bad Lands.

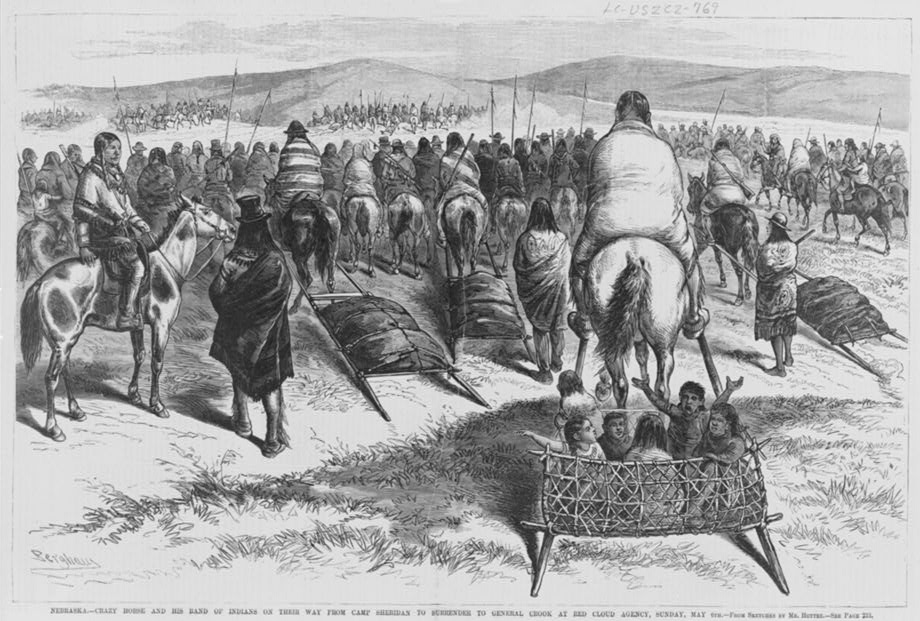
Crazy Horse et les siens en route pour se rendre (gravure de 1877).

Le 8 janvier 1877, Miles attaque Crazy Horse à Wolf Mountain. Les Amérindiens parviennent à décrocher, profitant d'une tempête de neige. Mais les membres de sa tribu, affamés et malades, sont démoralisés.

### Reddition
Au terme de ce long hiver, les Oglalas sont affamés, à bout de force et cernés par des milliers de soldats réguliers et d'éclaireurs amérindiens, parmi lesquels on compte déjà des Sioux et des Cheyennes. Se voyant dans l'impossibilité de passer la frontière canadienne, influencé par son peuple et par des Indiens qui viennent des réserves pour le convaincre de les rejoindre, Crazy Horse se rend à Fort Robinson dans le territoire du Nebraska avec 889 Oglalas le 6 mai 1877. Au moment de sa reddition, des centaines, des milliers d'Indiens se rassemblent sur son passage et chantent.

### Circonstances troubles de la mort de Crazy Horse

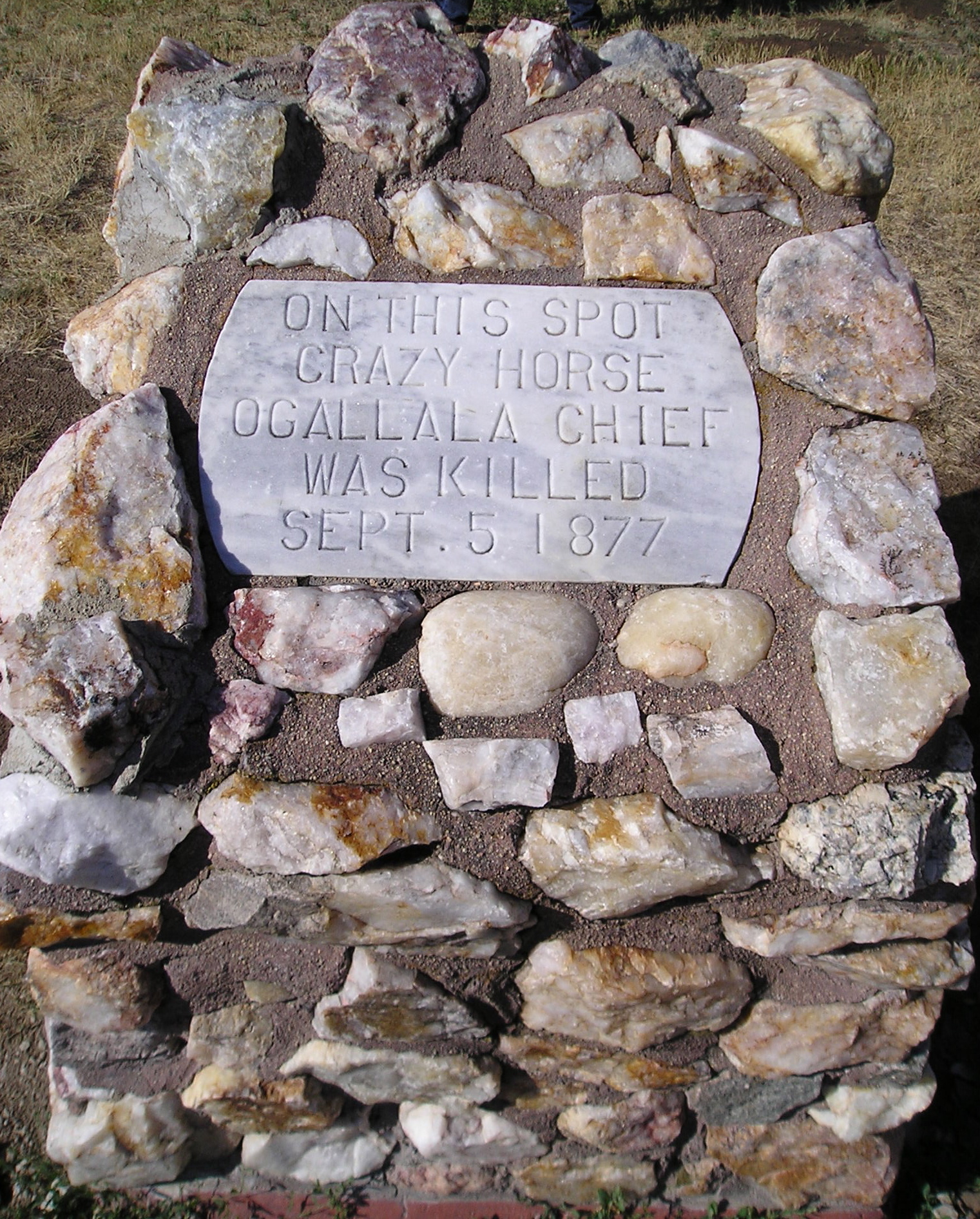
Plaque commémorant l'endroit où fut tué Crazy Horse.

Dans la réserve, les agents américains créent des dissensions entre les différents chefs. Le chef Red Cloud, jaloux de la réputation de Crazy Horse propage des rumeurs à son sujet.
Peu après, les Américains demandent à Crazy Horse de les accompagner et de les servir comme éclaireur pour faire la guerre contre les Nez-Percés de Chef Joseph, enfuis de leur réserve. Crazy Horse refuse dans un premier temps, puis, devant l'insistance des soldats, déclare « Si nous empruntons cette voie [la guerre contre les Nez-Percés] nous nous battrons jusqu'à la mort du dernier Nez-Percé ». Cependant, l'interprète, probablement à la solde de Red Cloud, jaloux du succès de Crazy Horse, déclare que celui-ci souhaite « tuer tous les Blancs ».
Inquiété par cet événement et par des rumeurs, le général Crook annonce qu'il souhaite rencontrer Crazy Horse.
Ce dernier est conduit dans un bâtiment de fort Robinson. Le chef Oglala entre, pensant trouver Crook et pouvoir s'expliquer avec lui. Il s'aperçoit alors qu'il s'agit d'une prison avec des barreaux aux portes. Crazy Horse se débat et tente de s'échapper, sort un couteau qu'il avait gardé caché sur lui. Il est alors retenu par le gardien de la prison, son ancien compagnon d'armes et ami, qui fut un temps l'un de ses lieutenants, Little Big Man (en). Le soldat de garde lui enfonce sa baïonnette dans l'abdomen (d'autres sources affirment que Little Big Man l'aurait poignardé avec le couteau que tenait Crazy Horse).
Crazy Horse est porté sur un lit et meurt dans la nuit, entouré de ses parents, le 5 septembre 1877. Selon des sources, ses derniers mots auraient été : « Mon père, je suis grièvement blessé, dis au peuple de ne plus compter sur moi ».

### Enterrement
Le corps de Crazy Horse a été rendu à ses parents qui l'enterrèrent dans un lieu tenu secret, quelque part dans la vallée de Wounded Knee.

## Description physique et morale
Le capitaine Bourke, qui a assisté à sa reddition en 1877, le décrit ainsi[réf. nécessaire] :

« Je vis devant moi un jeune homme ne dépassant pas 30 ans et d'une taille d'un mètre quatre-vingts, avec une cicatrice en pleine face. Son expression et sa contenance étaient remplies de noblesse, mais aussi de hargne et de tristesse. Il ressemblait à un homme acceptant son destin avec dignité. Pendant qu'il parlait à Frank Gouard (l'interprète) il semblait prendre un certain plaisir mais, en d'autres temps, il demeurait morose et réservé. Tous les Indiens le tenaient en une haute réputation de courage et de générosité. Quand il courait au-devant de l'ennemi, aucun de ses guerriers n'avait le droit de le dépasser. Il s'était fait une centaine d'amis à cause de sa charité envers les pauvres, et il se faisait un point d'honneur à ne rien garder pour lui lors du partage du butin, à part les armes de guerre. Jamais je n'ai entendu un Indien prononcer son nom sans y mettre un accent de profond respect. »

## Naissance d'une légende
L'absence de photographies, le fait que Crazy Horse refusa toujours de vivre dans une maison et de renoncer aux traditions de son peuple, d'apprendre l'anglais et également le fait que l'emplacement de sa sépulture est inconnu contribuent à faire de lui l'un des chefs amérindiens les plus appréciés, un mythe, un véritable héros de la résistance amérindienne.
En 1948, en réponse à la profanation des Black Hills par les Blancs avec la construction du mont Rushmore, une gigantesque sculpture monumentale fut construite non loin du mont Rushmore. La sculpture du Crazy Horse Memorial n'est toujours pas achevée. Le Crazy Horse Memorial devrait être la plus grande sculpture du monde quand il sera fini.
Crazy Horse est considéré comme étant l'un des plus grands chefs de guerre de l'Ouest.

## Photographie

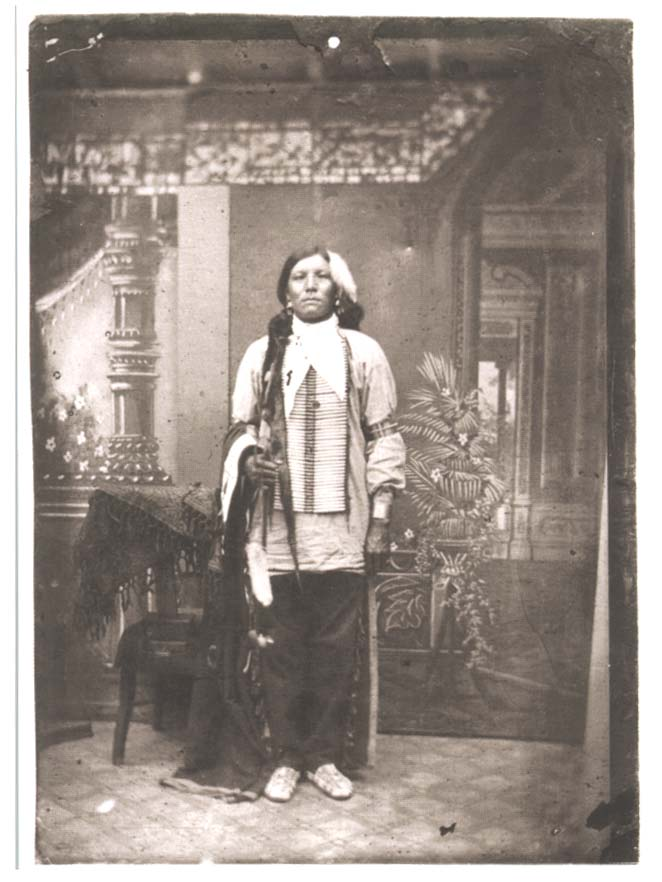
Photo supposée de Crazy Horse prise en 1877.

Il existe de nombreuses controverses au sujet de prétendues photographies, mais il est difficile de savoir si elles sont authentiques ou non. Il est cependant plus probable qu'il n'ait jamais été photographié, pour plusieurs raisons : Crazy Horse était très méfiant vis-à-vis des Blancs, et ne passa que quelques mois dans la réserve, durant lesquels il évitait le plus souvent possible le contact avec ceux-ci. Il est de plus difficile de penser que Crazy Horse aurait pu rester immobile pendant les longues minutes nécessaires pour l'obtention d'un bon cliché, en face de ceux qu'il considérait comme ses ennemis. Enfin, il suffit de citer les paroles du jeune chef à un photographe qui lui demandait de prendre une photo de lui : « Pourquoi voudriez vous me prendre mon ombre ? ».